# Philodromus daoxianen
Philodromus daoxianen es una especie de araña cangrejo del género Philodromus, familia Philodromidae. Fue descrita científicamente por Yin, Peng & Kim en 1999.

## Distribución
Esta especie se encuentra en China.